# Burg Reichenstein
Burg Reichenstein est un château fort néoféodal du Xe siècle situé sur le territoire de la commune d'Arlesheim, en Suisse.

## Histoire
Le château est mentionné pour la première fois en 1239 sous le nom de "Castrum Birseke superior" puis plus tard sous celui de "obere Birseckburg". Il est le plus méridional des quatre châteaux médiévaux situés sur la colline du Birseck. Le plus septentrional est le Burg Birseck alors que les deux châteaux centraux ne sont plus que des ruines.
Absorbé comme les autres châteaux en 1245 par l'évêché de Bâle, il est confié en bailliage à la famille Reich dont il prend le nom cinq ans plus tard. Entre 1250 et 1400, cette famille va prospérer et s'enrichir, donnant sept maires à la ville de Bâle et même un prince-évêque au diocèse.
Le château est durement touché par le tremblement de terre de Bâle de 1356. À cette occasion, le prince-évêque Jean de Vienne, à court d'argent, l'hypothèque à la famille Ramstein avec charge de reconstruction. Restauré, le château reste pendant environ quatre-vingts ans possession de la famille Ramstein jusqu'en 1435, date à laquelle l'évêque Jean de Fleckenstein rembourse, grâce à un emprunt concédé par les villes de Bienne, de Delémont et de La Neuveville, l'ensemble des hypothèques grevant les châteaux de la vallée de la Birse.
Pendant le XVe siècle, les villes de Bâle et de Soleure tentent successivement et sans succès de s'emparer du Burg Reichenstein jusqu'en 1547 où il est à nouveau hypothéqué à la ville de Bâle contre un prêt de 16 000 florins. C'est finalement l'accord de Baden de 1584 qui réglera définitivement le cas, attribuant l'ensemble du Birseck à l'évêché. À cette époque, le château n'est plus occupé et va lentement tomber en ruines pendant les XVIIe et XVIIIe siècles.
En 1813, la famille Reich vend le terrain qui, après plusieurs propriétaires successifs, devient la propriété en 1932 du docteur J. Brodbeck qui demande à l'architecte zurichois Eugen Probst, spécialiste des châteaux, de lui dresser des plans pour la restauration du château. La reconstruction est toutefois limitée à la tour du donjon que Brodbeck utilise comme résidence d'été.
En 1938, il crée une fondation familiale, transformée en 1972 en fondation de droit public qui s'occupe depuis du château, classé comme bien culturel d'importance nationale. Celle-ci le loue à des groupes allant jusqu'à 50 personnes pour différents évènements, tels que des soirées d'entreprises ou des mariages.

## Sources
- (de) Cet article est partiellement ou en totalité issu de l’article de Wikipédia en allemand intitulé « Burg Reichenstein (Arlesheim) » (voir la liste des auteurs).
- Article Reichenstein sur swisscastles
- (de) Werner Meyer, Burgen von A bis Z. Burgenlexikon der Regio, Bâle, Druck und Verlag, 1981